# Joc

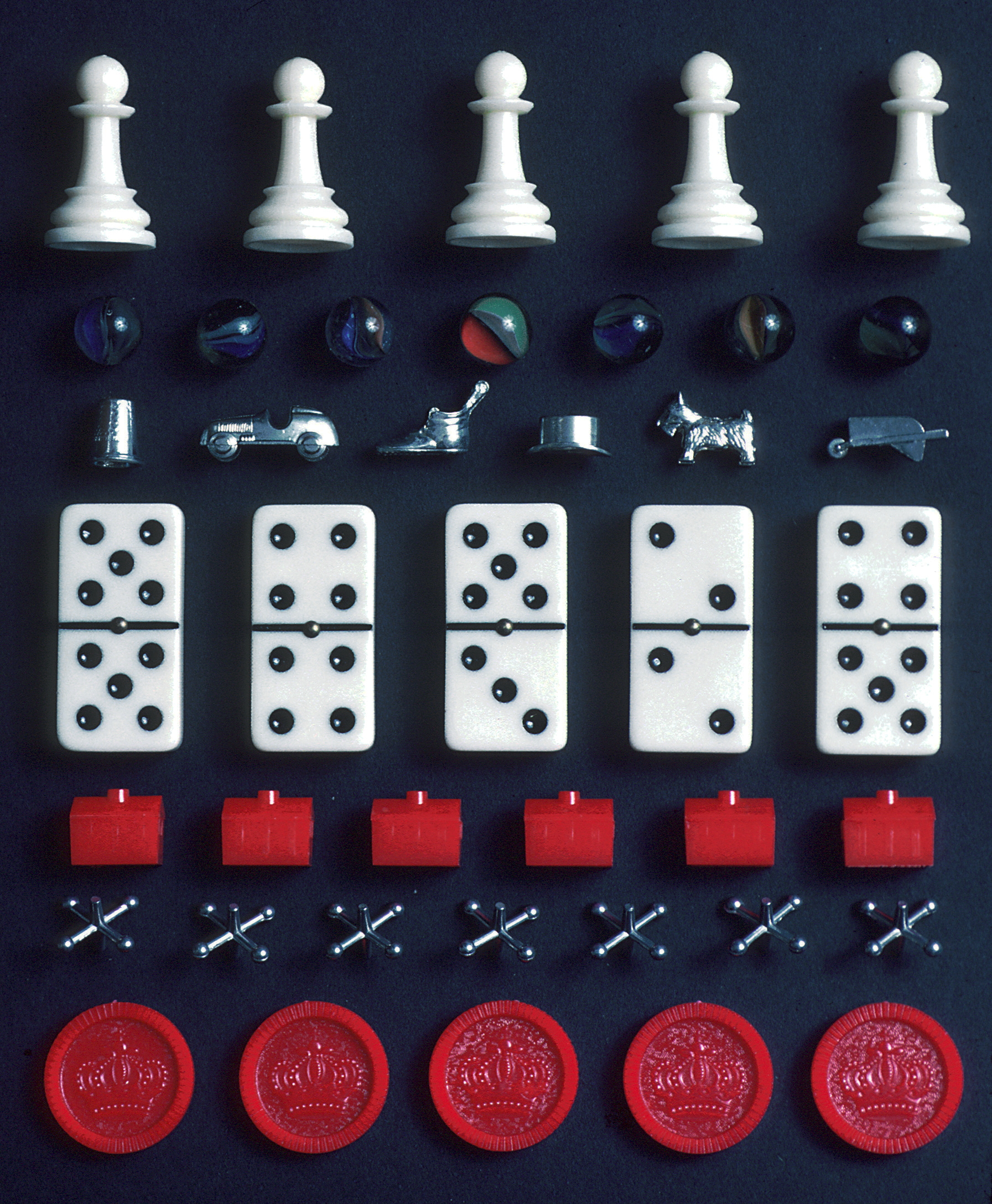
Piese de joc

Un joc este o activitate recreațională în care sunt implicați unul sau mai mulți jucători, fiind definit printr-un scop pe care jucătorii încearcă să-l atingă și un set de reguli care determină ce pot face jucătorii.
Jocurile pot implica un singur jucător, dar mai des implică o competiție între doi sau mai mulți jucători.De obicei sunt mai multe alegeri pe care jucătorul le poate face, cât timp respectă regulile. Nerespectarea regulilor se numește trișare.
În cadrul întregii istorii umane, oamenii au jucat jocuri ca o sursă de divertisment pentru ei înșiși și pentru alții și există o varietate enormă de jocuri.

## Tipuri de jocuri
- Criptogramă
- Cuvinte încrucișate
- Enigmistică
- Joc pentru computer
- Jocul ucigaș
- Jocuri cu masini
- Jocuri cu temă politică
- Jocuri de acțiune
- Jocuri de cărți
- Jocuri de îndemânare
- Jocuri de masă
- Jocuri de societate
- Jocuri de strategie
- Jocuri de zaruri
- Jocuri educaționale
- Jocuri intelectuale
- Jocuri în internet
- Jocuri logice
- Jocuri problemă
- Jocuri video
- Jocuri pentru copii
- Puzzle
- Rebus
- Scrabble
- Sudoku
- Șah, Arimaa, Go (jocuri abstracte de strategie, între 2 jucători)

## Vezi și
- Lista paginilor care încep cu „Joc”

1. ↑  „Joc - Definiţie”. Accesat în 11 octombrie 2020.

2. Jocuri de societate